# Видор
Видор (итал. Vidor) је насеље у Италији у округу Тревизо, региону Венето.
Према процени из 2011. у насељу је живело 3519 становника. Насеље се налази на надморској висини од 147 м.

## Становништво
| 1931. | 1936. | 1951. | 1961. | 1971. | 1981. | 1991. | 2001. | 2011. |
| ----- | ----- | ----- | ----- | ----- | ----- | ----- | ----- | ----- |
| 2.736 | 2.665 | 2.688 | 2.590 | 2.742 | 2.954 | 2.961 | 3.405 | 3.769 |